# Liste des stations de radio régionales en France
Pour un article plus général, voir Liste des stations de radio en France.
Cet article présente la liste des stations de radio régionales en France. Ce qui caractérise ces radios régionales, au milieu de la liste des stations de radio locales en France, est qu'elles couvrent une aire de diffusion d'environ un département français. En outre, une station de radio émettant sur Paris, Marseille ou Lyon, sans partager sa fréquence, du fait de l'importance de son écoute potentielle, est immédiatement considérée comme régionale, au-delà de sa situation de radio locale.
Ces stations régionales sont ici classées par ordre alphabétique.

## Liste alphabétique
- 100 % radio (Aussillon) : depuis 2000
- Accent 4 (Strasbourg) : depuis 1985
- Activ Radio (Saint-Etienne) depuis 2003
- Ado FM (Paris) : 1981-2017 ; depuis 2022
- Alouette (Les Herbiers) : depuis 1981
- Alpes 1 (Gap) : depuis 1993
- Alta Frequenza (Ajaccio) : depuis 1981
- Black Box (Bordeaux) : depuis 1991
- Champagne FM (Reims) : depuis 1991
- Chante France (Paris) : depuis 1994
- Contact FM (Tourcoing jusqu'en 2016, Lille depuis) : depuis 1982
- Évasion (Évry) : depuis 1983
- FC Radio (Montluel) : depuis 1981
- Flash FM (Limoges) : depuis 2002
- Forum (Orléans) : depuis 1981
- France Maghreb (Paris) : depuis 1987
- Fréquence Plus (Dole) : depuis 1987
- Fusion FM (Diou) : depuis 1986
- Générations (Paris) : depuis 1992
- Hit West (Nantes) : depuis 2001 ; Radio Nantes 1982 à 2001
- Jordanne FM (Aurillac) : depuis 1982 ; nommée Radio Jordanne jusqu'en 1997
- Kiss FM (Cannes) : depuis février 1981 comme Palm Beach FM puis NRJ Cannes, depuis 1988 sous son nom actuel
- La Radio Plus (Thonon-les-Bains) : depuis 1982
- Latina (Paris)
- Logos FM (Chamalières) : depuis 1981
- Lyon Première (Lyon) : depuis 1983
- Magnum la radio (Contrexéville) : depuis 1986
- Métropolys (Villeneuve d'ascq) ex Roc FM
- Mixx FM (Cognac) : depuis 1998, Radio Arc-en-Ciel depuis 1985
- Mona FM (Villeneuve-d'Ascq) : depuis 1983, Radio Mona depuis 1981
- Normandie FM (Alençon) : depuis 1984, reprise par Tendance Ouest
- ODS Radio (Lyon)
- One Radio (Lyon) : depuis 2011
- Pastel FM (Roubaix) : depuis 1980
- Phare FM (Mulhouse) : depuis 1988 ; nommée Radio Phare jusqu'en 2006
- Pyrénées FM (Montaillou) : depuis 2004
- Radio Alfa (Créteil) : depuis 1987
- Radio Boomerang (Roubaix) : depuis 1981
- Radio Campus Paris (Paris) : depuis 2004
- Radio Canut (Lyon) : depuis 1977
- Radio Courtoisie (Paris) : depuis 1987 ; Radio Solidarité de 1981 à 1987
- Radio Dreyeckland (Mulhouse) : depuis 1981 ; Radio Verte Fessenheim de 1977 à 1981
- Radio Espace (Lyon)
- Radio Espérance (Saint-Étienne) : depuis 1982
- Radio Grenouille (Marseille) : depuis 1981
- Radio ISA (La Tour-du-Pin)
- Radio libertaire (Paris)
- Radio Montagne FM (Saint-Jean-de-Maurienne) : depuis les années 1980
- Radio Numéro 1 (La Tour-du-Pin)
- Radio Orient (Paris) : depuis 1982
- Radio Présence (Toulouse) : depuis 1999
- Radio RVA (Clermont-Ferrand)
- Radio Scoop (Lyon) : depuis 1982
- Radio Soleil (Paris) : depuis 1981
- Radio Star (Marseille) : depuis 1982
- Radio Star (Montbéliard) : depuis 1996
- Radio Zinzine (Limans) : depuis 1981
- RCF Lyon
- RDL Radio (Bruay-la-Buissière puis Saint-Omer depuis 2018) : depuis 1985
- RMN (Radio Montagnes Noires) (Gourin) : depuis 1982
- Sweet FM (Le Mans) : depuis 2008
- Tendance Ouest (Saint-Lô) : depuis 1982
- Tonic Radio (Lyon) : depuis 2000
- Top Music (Strasbourg) : depuis 1982
- Totem (Luc-la-Primaube) : depuis 1981
- Trace FM (Fort-de-France) : depuis 1985
- Tropiques FM (Issy-les-Moulineaux) : depuis 2007
- Vibration (Orléans) : depuis 1982
- Virage Radio puis Virgin Radio France (Lyon) : depuis 2009
- Voltage (Paris)
- Wit FM (Bègles) : depuis